# Un angelo poco... custode
Un angelo poco... custode (Teen Angel) è una serie televisiva trasmessa da Disney Channel in Italia e da ABC in America. La serie è composta da soli 17 episodi.
I creatori sono Al Jean e Mike Reiss già scrittori e produttori dei Simpson.

## Trama
Marty DePolo è il migliore amico di Steve Beauchamp, ma un giorno, per una stupida scommessa, mangia un hamburger vecchio di 6 mesi trovato sotto il letto di Steve e muore. Marty viene però rimandato sulla Terra come angelo custode per stare vicino all'amico Steve (unico in grado di vederlo) per aiutarlo con la famiglia e gli amici ed ogni volta deve compiere un ordine de "Il Capo" per aiutare appunto l'amico.

## Episodi
1. Marty Buys the Farm
2. Date With an Angel
3. Sings Like an Angel
4. Wrestling With an Angel
5. Honest Abe and Popular Steve
6. I Love Nitzke
7. One Dog Night
8. Jeremiah Was a Bullfrog
9. Feather's Day
10. Steve & Marty & Jordan & Uncle Lou
11. Living Doll
12. Grumpy Young Men
13. Who's the Boss
14. The Play's the Thing
15. Back to DePolo
16. The Un-Natural
17. Look Ma, No Face

## Crossover
L'episodio One Dog Night conclude un crossover a tema temporale con le serie Sabrina, vita da strega, Crescere, che fatica! e You Wish che inizia con l'episodio "Inna Gadda Sabrina" e continua con "No Guts, No Cory" e "Genie Without a Cause".

## Riconoscimenti
Young Artist Award - 1998
- Candidatura per miglior serie comica televisiva per famiglie per Un angelo poco... custode
- Candidatura per miglior interpretazione in una serie comica  televisiva  - giovane attore protagonista a Mike Damus
- Candidatura per miglior interpretazione in una serie comica  televisiva - giovane attore protagonista a Corbin Allred